# نظرية الاجتياح

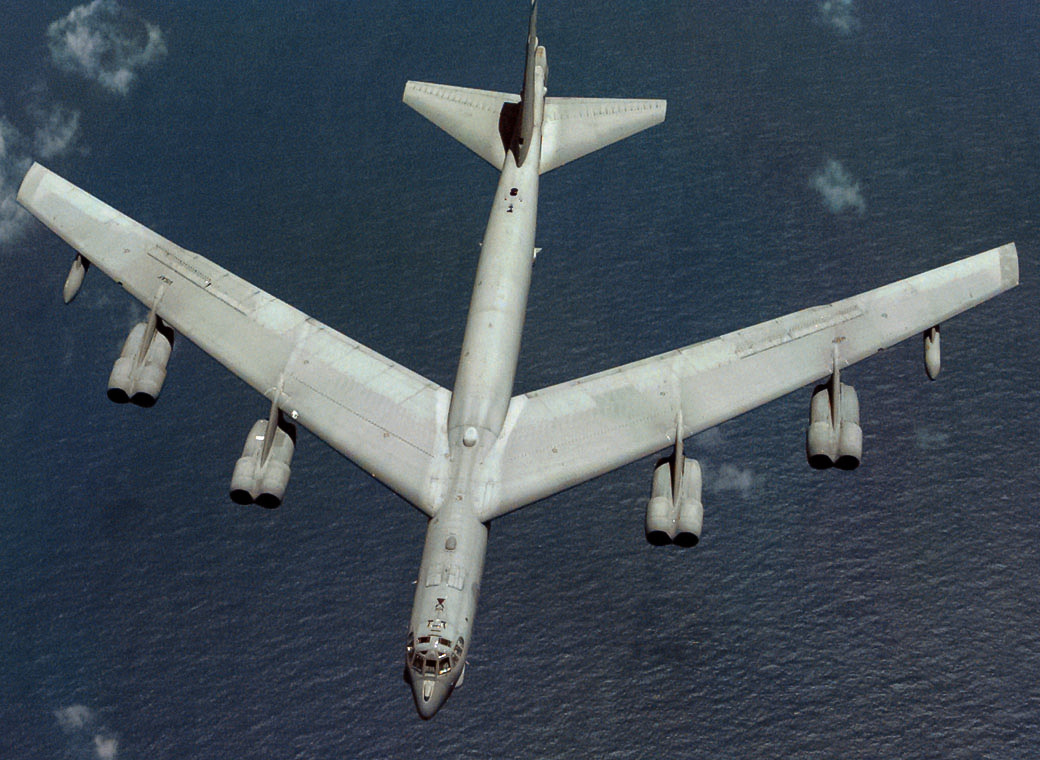

نظرية الاجتياح هي وصف يستعمل في هندسة الطيران يدل على سلوك تدفق الهواء فوق الجناح عند سقوط الحافة الأمامية للجناح على خط تدفق الهواء بزاوية مائلة. وقد نجم عن تطوير نظرية الاجتياح تصميم الجناح المرتد للخلف الذي تم استخدامه في معظم الطيارات النفاثة الحديثة حيث يؤدي هذا التصميم بكفاءة أكبر في السرعات دون الصوتية وفوق الصوتية. وأدت نظرية الاجتياح بصورتها المتطورة إلى بزوغ مفهوم الجناح المائل التجريبي.

## نظرة عامة
في عام 1935، قدم أدولف باسمان مفهوم الجناح المرتد للخلف في مؤتمر فولتا بروما.
وخضعت نظرية الاجتياح لعملية التطوير والبحث طيلة عقدي الأربعينيات والخمسينيات، ولكن ينسب الفضل إلى روبرت تي جونز المهندس باللجنة الاستشارية القومية المعنية بشئون الملاحة الجوية في الارتقاء بتعريف نظرية الاجتياح الحسابي في عام 1945. وقد بُنيت نظرية الاجتياح على نظريات مساعدة أخرى متعلقة بنظريات الجناح. وتصف نظرية خط الرفع مقدار الرفع المتولد من الجناح المستقيم ( في حالة ما إذا كانت حافة الجناح الأمامية متعامدة على تدفق الهواء). أما نظرية ويسنجر فتصف توزيع الرفع في الجناح المرتد للخلف، ولكنها لا تمتلك المقدرة على حصر توزيع الضغط الوتري. وهناك العديد من الطرق التي تصف التوزيع الوتري، ولكنها تواجه تقييدات أخرى. وتقدم نظرية الاجتياح لجونز تحليل شامل ومبسط لأداء الجناح المرتد للخلف.

## الوصف
وبغرض الحصول على المفهوم الأساسي لنظرية الاجتياح المبسطة؛ تخيل وجود جناح مستقيم غير مائل للخلف بطول غير محدود يسقط على خط تدفق الهواء بزاوية عمودية. كما يتساوى توزيع الضغط الناجم عن الهواء مع طول وتر الجناح (المسافة ما بين الحافة الأمامية والحافة الخلفية). وفي حالة بداية انزلاق (أبواع) الجناح الجانبية، فإن الحركة الجانبية للجناح المتصلة بالهواء يتم إضافتها للتعامد السابق لتدفق الهواء حيث ينتج عن تدفق الهواء فوق الجناح زاوية مع الحافة الأمامية. وينتج عن هذه الزاوية انتقال تدفق الهواء لمسافة أكبر بين الحافة الأمامية والحافة الخلفية، ومن ثم يتم توزيع ضغط الهواء لمسافة أكبر (وبناءً على ذلك يتقلص الضغط في أي نقطة على السطح).
ويتماثل هذا السيناريو مع الطائرة عند مواجهة الجناح المرتد للخلف في حالة الانتقال عبر الهواء. ويتساقط خط تدفق الهواء فوق الجناح المرتد للخلف مع الجناح بزاوية. ويمكن تصنيف تلك الزاوية إلى متجهين، الأول التعامد مع الجناح والثاني التوازي مع الجناح. ولا يتواجد أي تأثير للتدفق المتوازي مع الجناح، وفي حالة ما إن كان المتجه أقصر (يعني أبطأ) من تدفق الهواء الفعلي فإنه يبذل بالتالي ضغطًا أقل على الجناح. ومن ناحية أخرى، فإن الجناح يواجه تدفق الهواء في حالة إذا كان التدفق أقل - في الضغوط المنخفضة - من السرعة الفعلية للطائرة.
وتعد قابلية الانضغاط أحد العوامل التي يجب مراعاتها عند تصميم الجناح فائق السرعة، وتعد هذه القابلية هي التأثير الواقع على الجناح في حالة الاقتراب من سرعة الصوت أو تجاوزها. وقد أدى التأثير السلبي المهم لقابلية الانضغاط إلى جعلها المسألة الأساسية لدى مهندسي الطيران. وتُساعد نظرية الاجتياح في تخفيف قابلية الانضغاط في سرعة الطائرة دون وفوق الصوتية والتي تنتُج عن الضغوط المنخفضة. مما تؤدي إلى تجاوز رقم ماخ الخاصة بالطائرة للقيمة الفعلية التي تواجه الجناح.
كما يوجد لنظرية الاجتياح جانب سلبي. حيث يرتبط الرفع الناجم عن الجناح بطريقة مباشرة مع سرعة الهواء التي تواجه هذا الجناح. وفي حالة ما إن كانت سرعة تدفق الهواء التي تواجه الجناح المرتد للخلف أبطأ من سرعة تدفق الهواء الفعلية، فقد ينتج عن ذلك مشكلة في أطوار الطيران البطيء مثل ما يحدث في حالتي الإقلاع والهبوط. وكانت هناك طرق عديدة لمعالجة هذه المشكلة منها تصميم جناح السقوط المتغير في طائرة إف-8 كرسيدر والأجنحة متعددة الأوضاع في طائرات الإف-14 والإف-111 والتورنادو.